# Andie Kuipers
Andie Kuipers (4 de marzo de 2002) es una deportista zimbabuense que compite en triatlón. Ganó una medalla de bronce en los Juegos Panafricanos de 2019, y dos medallas de plata en el Campeonato Africano de Triatlón, en los años 2019 y 2024.

## Palmarés internacional
| Juegos Panafricanos | Juegos Panafricanos  | Juegos Panafricanos | Juegos Panafricanos |
| Año                 | Lugar                | Medalla             | Prueba              |
| ------------------- | -------------------- | ------------------- | ------------------- |
| 2019                | Rabat (Marruecos)    | Medalla de bronce   | Individual          |
| Campeonato Africano |                      |                     |                     |
| Año                 | Lugar                | Medalla             | Prueba              |
| 2019                | Shandrani (Mauricio) | Medalla de plata    | Relevo mixto        |
| 2024                | Hurgada (Egipto)     | Medalla de plata    | Individual          |